# Binangonan
Binangonan è una municipalità di prima classe delle Filippine, situata nella Provincia di Rizal, nella regione di Calabarzon.
Binangonan è formata da 40 baranggay:
- Bangad
- Batingan
- Bilibiran
- Binitagan
- Bombong
- Buhangin
- Calumpang
- Ginoong Sanay
- Gulod
- Habagatan
- Ithan
- Janosa
- Kalawaan
- Kalinawan
- Kasile
- Kaytome
- Kinaboogan
- Kinagatan
- Layunan (Pob.)
- Libid (Pob.)

- Libis (Pob.)
- Limbon-limbon
- Lunsad
- Macamot
- Mahabang Parang
- Malakaban
- Mambog
- Pag-Asa
- Palangoy
- Pantok
- Pila Pila
- Pinagdilawan
- Pipindan
- Rayap
- San Carlos
- Sapang
- Tabon
- Tagpos
- Tatala
- Tayuman